# Madeleijn van den Nieuwenhuizen
Madeleijn van den Nieuwenhuizen (Oldenzaal, 1991) is een Nederlandse schrijver, journalist, rechtshistoricus, mediacriticus, onderzoeker en feminist.
Van den Nieuwenhuizen werd vooral bekend met haar mediakritische Instagramaccount Zeikschrift, opgericht in juni 2016. Verdere bekendheid verwierf Van den Nieuwenhuizen als columnist bij het NRC. Ze schreef het voorwoord van de Nederlandse vertaling van het boek Man en macht : hoe mannelijk privilege vrouwen schaadt van de Australische filosoof Kate Manne uit 2020. In 2022 publiceerde zij het boek Leven en laten leven: een gedachtewisseling over abortus en zelfbeschikking. Ook werkt ze aan een boek over de handelingsonbekwaamheid van vrouwen in Nederland. In juni 2022 presenteerde Van den Nieuwenhuizen vier afleveringen van het programma Mediastorm van omroep HUMAN. Daarnaast volgt Van den Nieuwenhuizen een promotietraject in de rechtsgeschiedenis aan de Columbia-universiteit in New York.